# Vicia giacominiana
Vicia giacominiana är en ärtväxtart som beskrevs av Segelb.. Vicia giacominiana ingår i släktet vickrar, och familjen ärtväxter. Inga underarter finns listade i Catalogue of Life.